# Lichenopeltella santessonii
Lichenopeltella santessonii är en lavart som först beskrevs av P.M. Kirk & Spooner, och fick sitt nu gällande namn av R. Sant. 1993. Lichenopeltella santessonii ingår i släktet Lichenopeltella och familjen Microthyriaceae.  Arten är reproducerande i Sverige. Inga underarter finns listade i Catalogue of Life.